# موهیتو

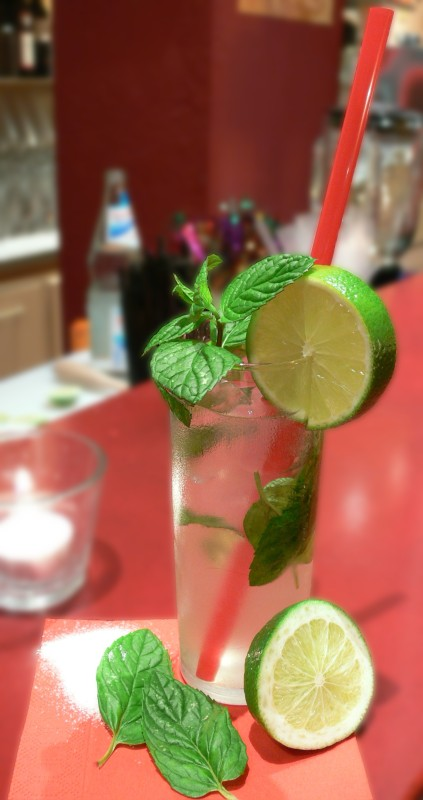
یک لیوان نوشیدنی موهیتو

موهیتو یا موخیتو (به انگلیسی: Mojito) نوعی نوشیدنی است که با مخلوط کردن آب گازدار، برگ نعناع، شکر، رام سفید و آبلیمو تهیه می‌شود. در دستور اصلی تهیه موهیتو در کوبا از نعناع اسپیکاتا استفاده می‌شود که در این کشور محبوبیت زیادی دارد. زادگاه موهیتو کوبا می‌باشد.
در مورد زمان و چگونگی به وجود آمدن موهیتو، اطلاعات دقیقی در دست نیست. بعضی آن را به بردگان آفریقایی که در مزارع نیشکر کوبا کار می‌کرده‌اند نسبت می‌دهند و بعضی دیگر به کاوشگران انگلیسی که در مسیر خود در این جزیره پهلو گرفته‌اند. هرچه که باشد، وجود مزارع وسیع نیشکر و فراوانی گیاه نعناع در کوبا عامل اصلی به وجود آمدن این کوکتل بوده و خواهد بود
ترکیب شیرینی، طراوت لیمو ترش همراه با عطر و طعم دلچسب نعناع، این کوکتل را به یکی از محبوب‌ترین و معروف‌ترین کوکتل‌های تابستانی در جهان تبدیل کرده‌است.
باید دقت داشت که در این نوشیدنی نعنا فقط بخاطر عطر جذاب اش اضافه شده پس بخاطر داشته باشید که با یک ضربه کوچک به نعنا میتوان عطر آن را به نوشیدنی اضافه کرد.
در مکزیک، برند تکیلا دون جولیو «موخیتو بلانکو» را با جایگزین کردن رم با تکیلا عرضه می کند
گفته می‌شود که برخی از هتل‌ها در هاوانا از پودر قند همراه با برگ‌های نعنا به جای شکر دانه‌ریز استفاده می‌کنند، زیرا اولی راحت‌تر حل می‌شود، در حالی که بسیاری از موسسات به جای آن از شربت ساده استفاده می‌کنند.
«موهیتو گل‌سرخ»، که یک نوع متفاوت از موهیتو است و حاوی روح معطر به گل‌سرخ به نام لانیق می‌باشد، برای اولین بار در بار آلبرت شلوس در منچستر، انگلستان تهیه شد.
هاوانا، کوبا، زادگاه موهیتو است، اگرچه منشأ دقیق آن موضوع بحث است. شناخته شده بود که مردم بومی داروهای مختلف برای بیماری های گرمسیری داشتند. بنابراین، گروه کوچکی به ساحل کوبا رفتند و با مواد لازم برای یک داروی مؤثر بازگشتند.  اجزاء aguardiente de caña بودن (به معنی "اب سوزونده"، شکل خام رم ساخته شده از نیشکر)‌ هم زده با لیموترش، آب نیشکر و نعناع. آب لیمو به خودی خود به طور قابل توجهی از اسکوربوت و اسهال خونی جلوگیری می کند. تافیا/رام به زودی اضافه شد زیرا به طور گسترده‌ای برای بریتانیایی‌ها در دسترس قرار گرفت (حدود ۱۶۵۰). نعناع، لیمو و شکر نیز در پنهان کردن طعم تند این مشروب الکلی مفید بودند. نظریه دیگر این است که توسط سر فرانسیس دریک اختراع شده است. کوکتل «ال دراکه» با برندی تهیه می‌شد.
برخی از مورخان معتقدند که برده‌های آفریقایی که در قرن نوزدهم در مزارع نیشکر کوبا کار می‌کردند در پیدایش کوکتل نقش داشتند. گواراپو، آب نیشکر که اغلب در موخیتوها استفاده می‌شود، نوشیدنی محبوبی در میان بردگانی بود که آن را نام‌گذاری کردند. این نوشیدنی در اصل هرگز حاوی آب لیمو نبود.

## نگارخانه

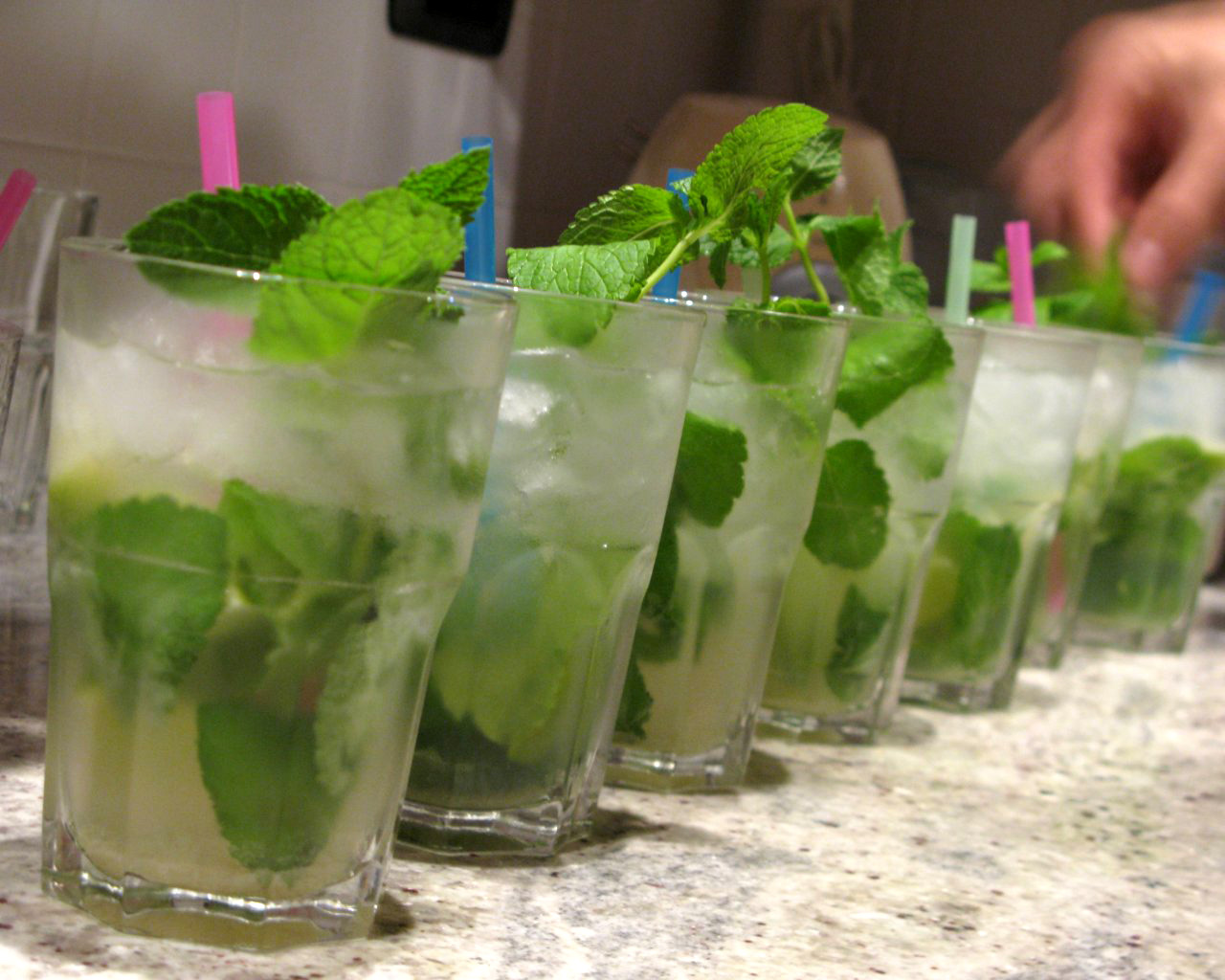
خط لیوانها موهیتو
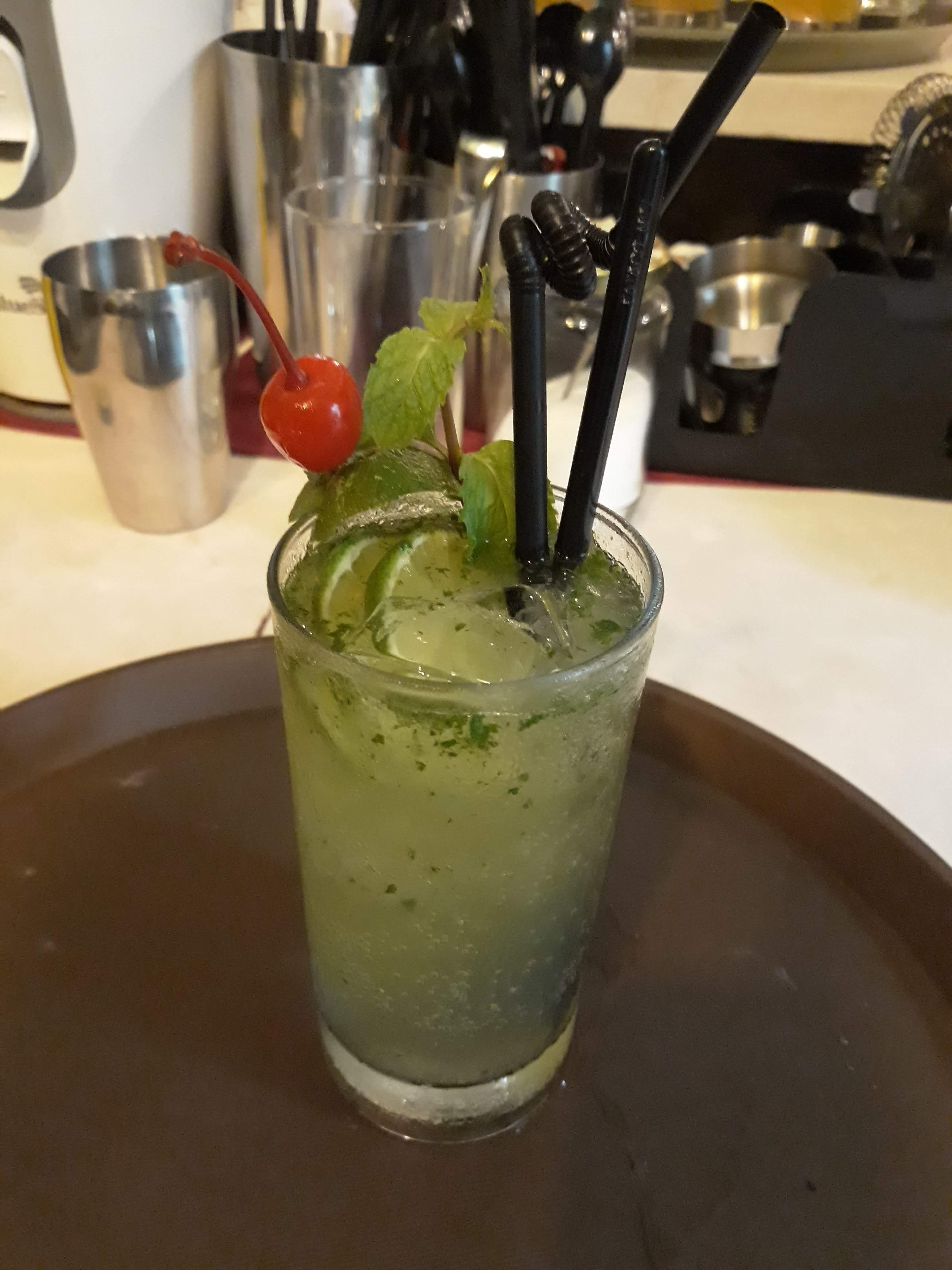
موهیتو
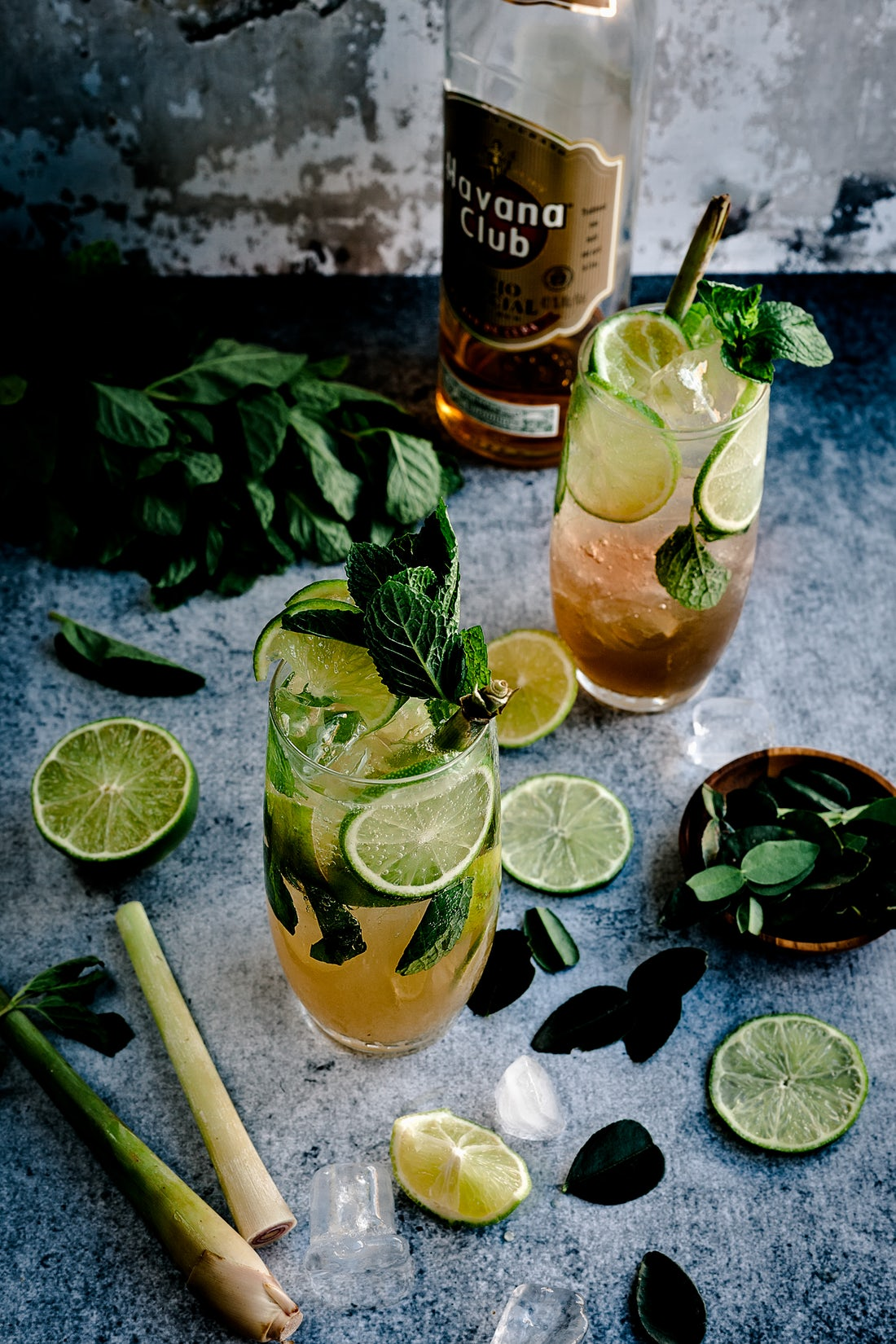
موهیتو با نعنا تازه و لیمو
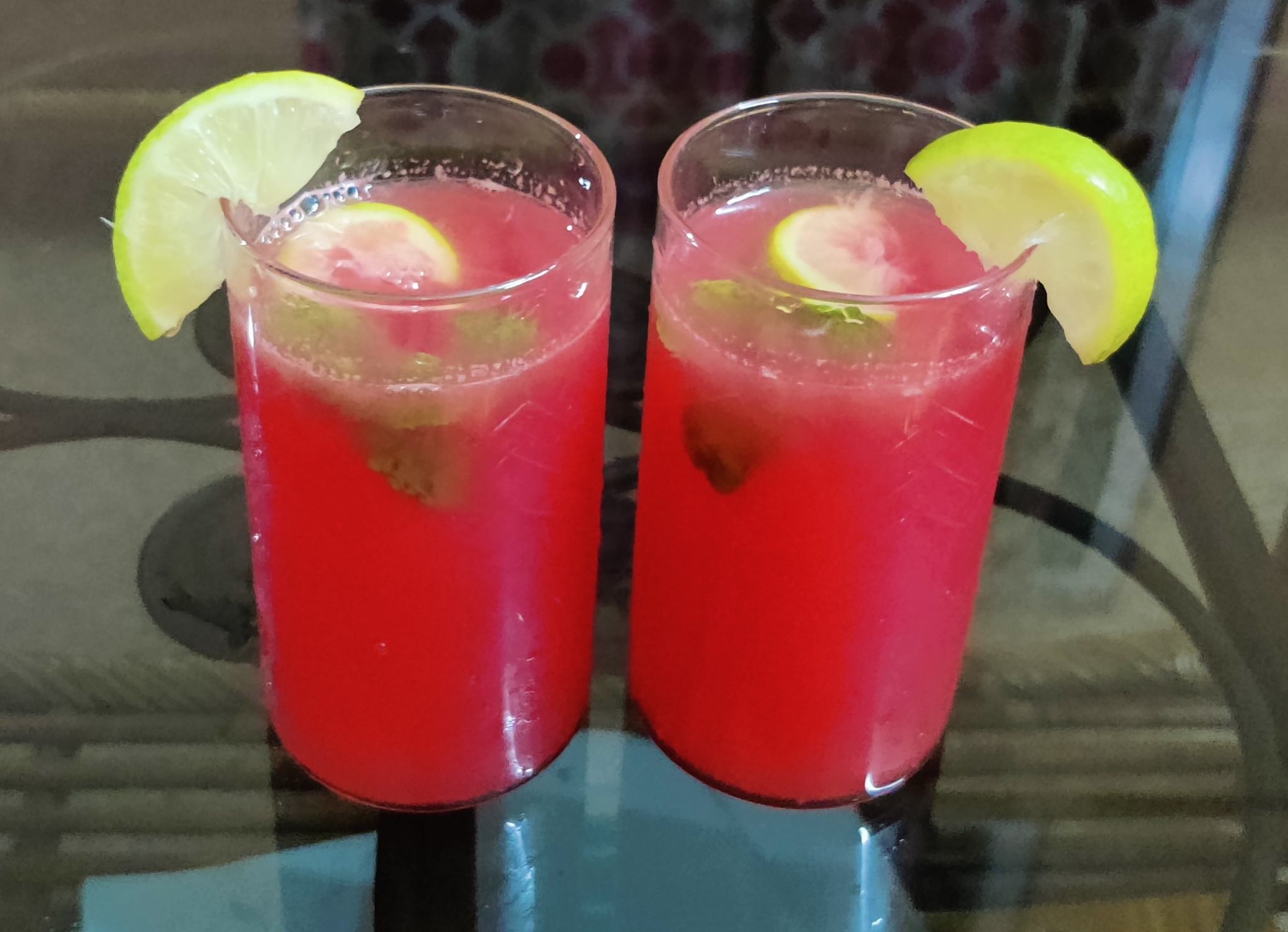
مهیتو گل‌سرخ
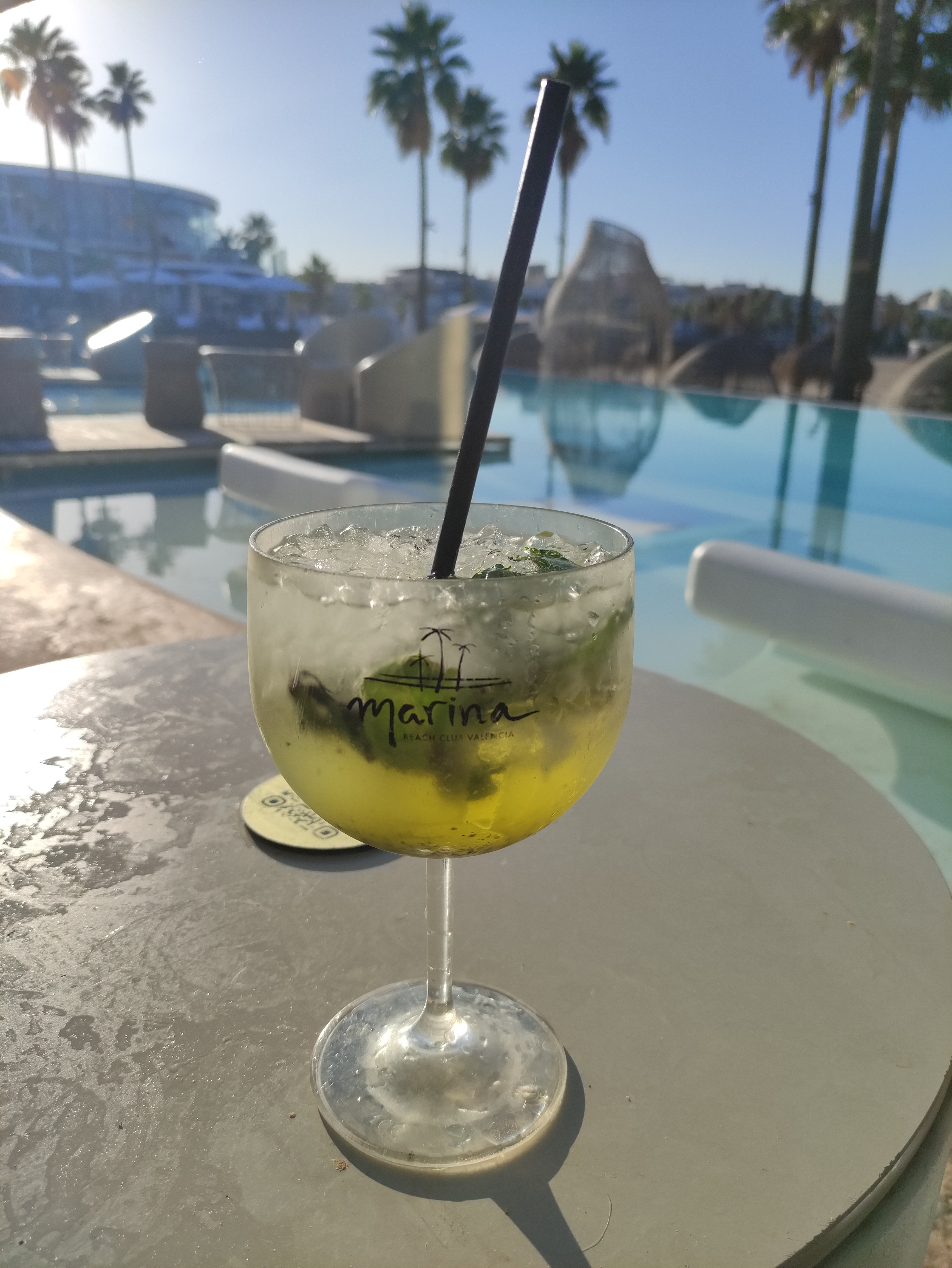
موهیتو تو لیوان کاکتیل